# Годефруа, Иоанн Цезарь
Иоанн Цезарь Годефруа (нем. Johan Cesar VI. Godeffroy; 1813—1885) — гамбургский купец, популяризатор наук и меценат; основавший в Гамбурге Музей Годефруа.

## Биография
Иоанн Цезарь Годефруа родился 1 июля 1813 года в городе Киле в Шлезвиг-Гольштейне (Германия); происходил из семьи Годефруа — французских гугенотов из Ла-Рошели, которые в 1737 году были вынуждены бежать из Франции, чтобы избежать религиозных преследований.

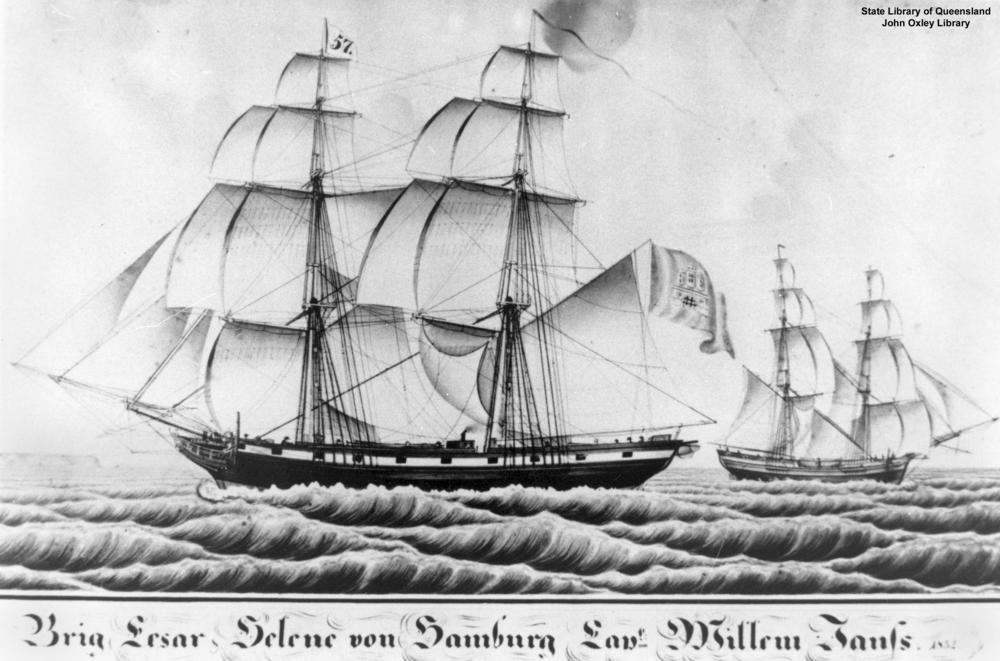
«»

Получив образование стал работать в перешедшей к нему от деда (1830) фирме «Годефруа и сын» (J.C. Godeffroy & Sohn) и принёс ей всемирную известность благодаря устроенным им на многих островах Тихого океана агентствам и плантациям. 
2 февраля 1837 года он женился на Эмили Хенбери (Emily Hanbury; 1815–1894); в этом браке у них родилось пятеро детей.
Снаряженные им с научной целью экспедиции на острова Тихого океана и в северную Австралию поставляли собранные ими материалы и экспонаты в основанный им в Гамбурге музей (1861). Путешествия совершались в основном на корабле компании «Сезар и Хелена». Для исследования этих коллекций привлечены им выдающиеся ученые (Л. Агассис, А. Кёлликер и другие выдающиеся естествоиспытатели); результаты этих исследований публиковались в специализированном издании «Journal des Museum Godeffroy» (1871—1879). С 1845 года начал торговые операции на территориях Маркизских и Гавайских, открыл филиал в Перу. В 1855 году его перуанский агент Август Унсельм был направлен на Каролинские острова; также посетил другие тихоокеанские острова. Через два года он создал на Самоа представительство «Годефруа и сын», через несколько лет монополизировавшее торговлю архипелага.
В 1879 году фирма прекратила своё существование. Богатые этнографические коллекции музея Годефруа были приобретены Лейпцигским музеем.
Иоанн Цезарь Годефруа умер 9 февраля 1885 года в Бланкенезе.